# موسوعة الحياة
موسوعة الحياة (بالإنجليزية: Encyclopedia of Life)‏ اختصاراً (EOL) هي موسوعة مجانية على الإنترنت تهدف إلى توثيق المعلومات عن 1.8 مليون كائن حي. تم إطلاق الموقع في 26 فبراير، 2008 ومع الإطلاق كان هناك 30.000 مقالة (مدخلة). في اليوم الأول من إطلاق الموقع واجه بعض زائريه مشاكل في تصفحه نظراً للتحميل الزائد نتيجة لكثرة عدد الزوار.

## هدف
يهدف القائمون على الموسوعة إلى توثيق وجمع المعلومات عن 1.9 مليون نوع من الكائنات الحية، ويأملون في تحقيق ذلك خلال عشر سنوات من إطلاق المشروع.

## وصلات خارجية
- موسوعة الحياة
- مقطع فيديو تقديمي عن الموسوعة في يوتيوب على يوتيوب